# Zastruże (Ocięte)
Zastruże – część wsi Ocięte w Polsce,  położona w województwie mazowieckim, w powiecie węgrowskim, w gminie Sadowne.
W latach 1975–1998 Zastruże administracyjnie należało do województwa siedleckiego.
Wierni kościoła rzymskokatolickiego należą do parafii św. Jana Chrzciciela w Sadownem.